# Grigorij Bremel'
Grigorij Evgen'evič Bremel' (in russo Григорий Евгеньевич Бремель?; 10 aprile 1968) è un ex pentatleta russo.

## Palmarès
In carriera ha conseguito i seguenti risultati:
- Mondiali:

Sofia 1997: bronzo nel pentathlon moderno a squadre.
- Europei

Székesfehérvár 1997: oro nel pentathlon moderno a squadre.